# Campylopus subarctocarpus
Campylopus subarctocarpus är en bladmossart som först beskrevs av Georg Ernst Ludwig Hampe, och fick sitt nu gällande namn av Georg Friedrich von Jaeger 1880. Campylopus subarctocarpus ingår i släktet nervmossor, och familjen Dicranaceae. Inga underarter finns listade i Catalogue of Life.